# Basjoohampa
Musa basjoo är en enhjärtbladig växtart som beskrevs av Siebold, Joseph Gerhard Zuccarini och Yokusai Iinuma. Musa basjoo ingår i släktet bananer, och familjen bananväxter. Inga underarter finns listade i Catalogue of Life.

## Bildgalleri

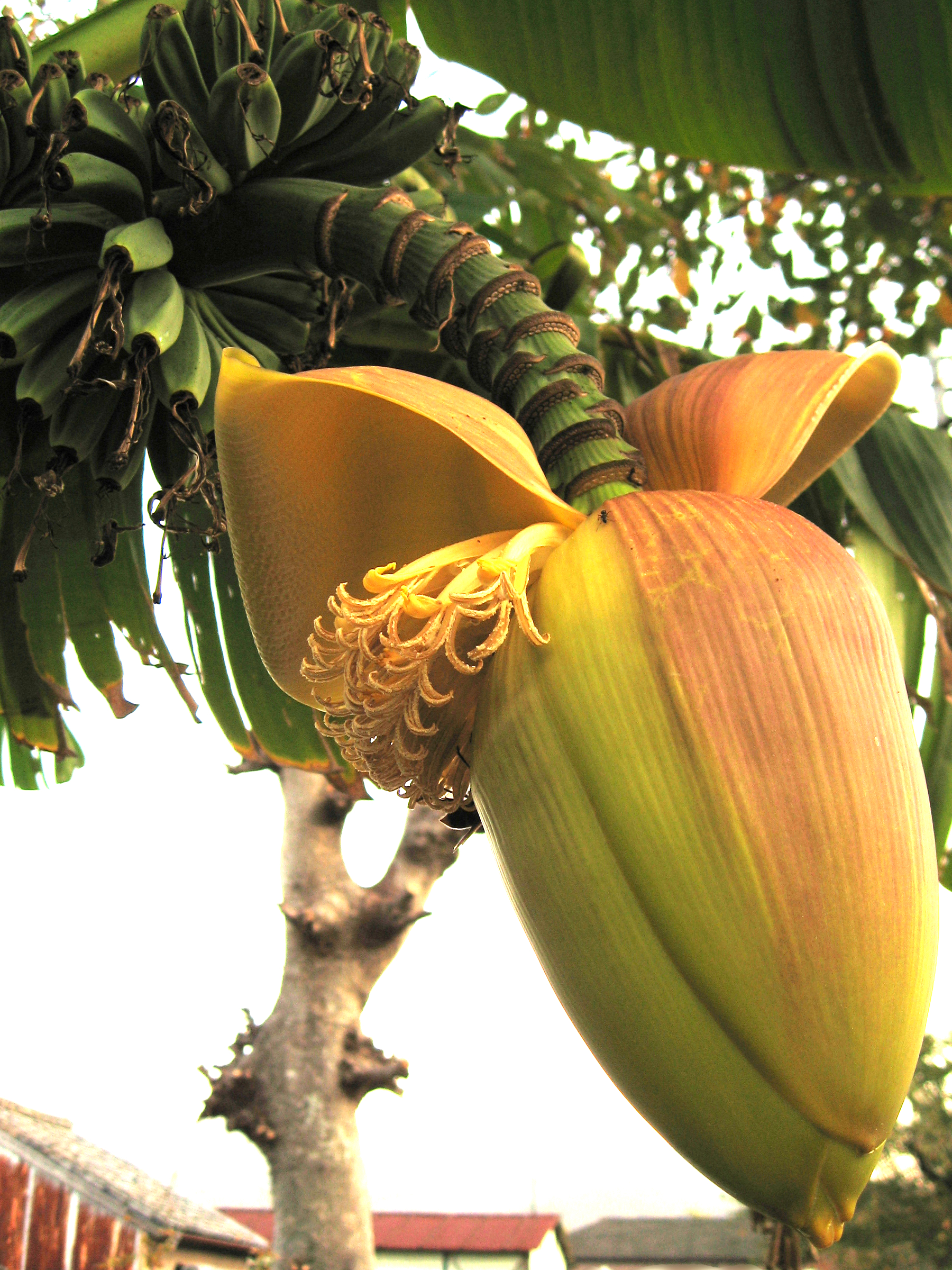
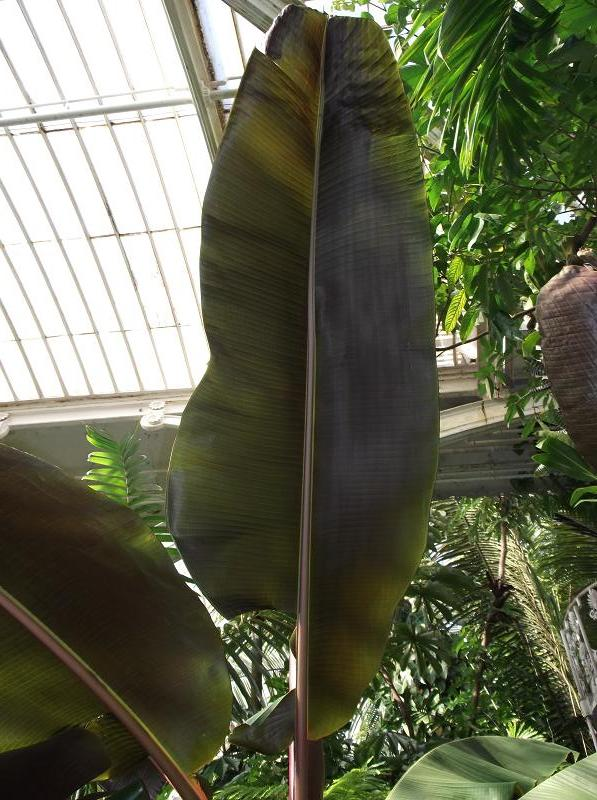
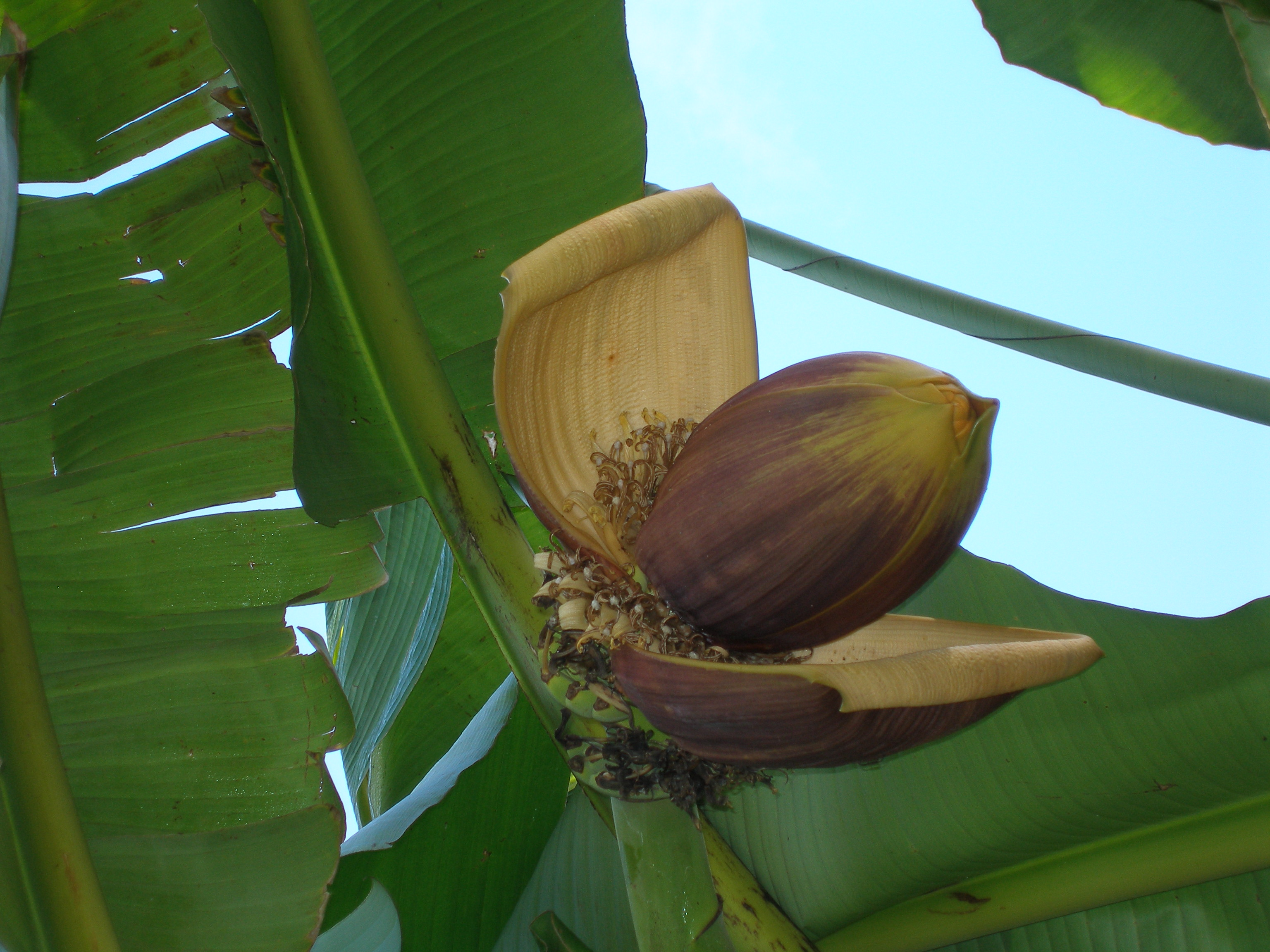
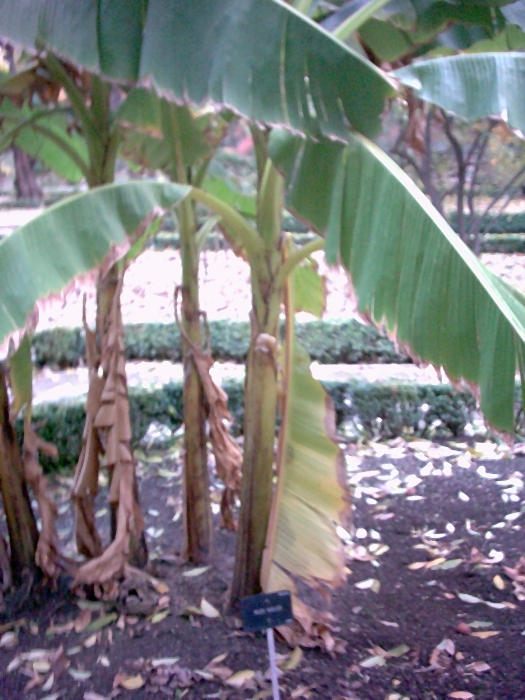
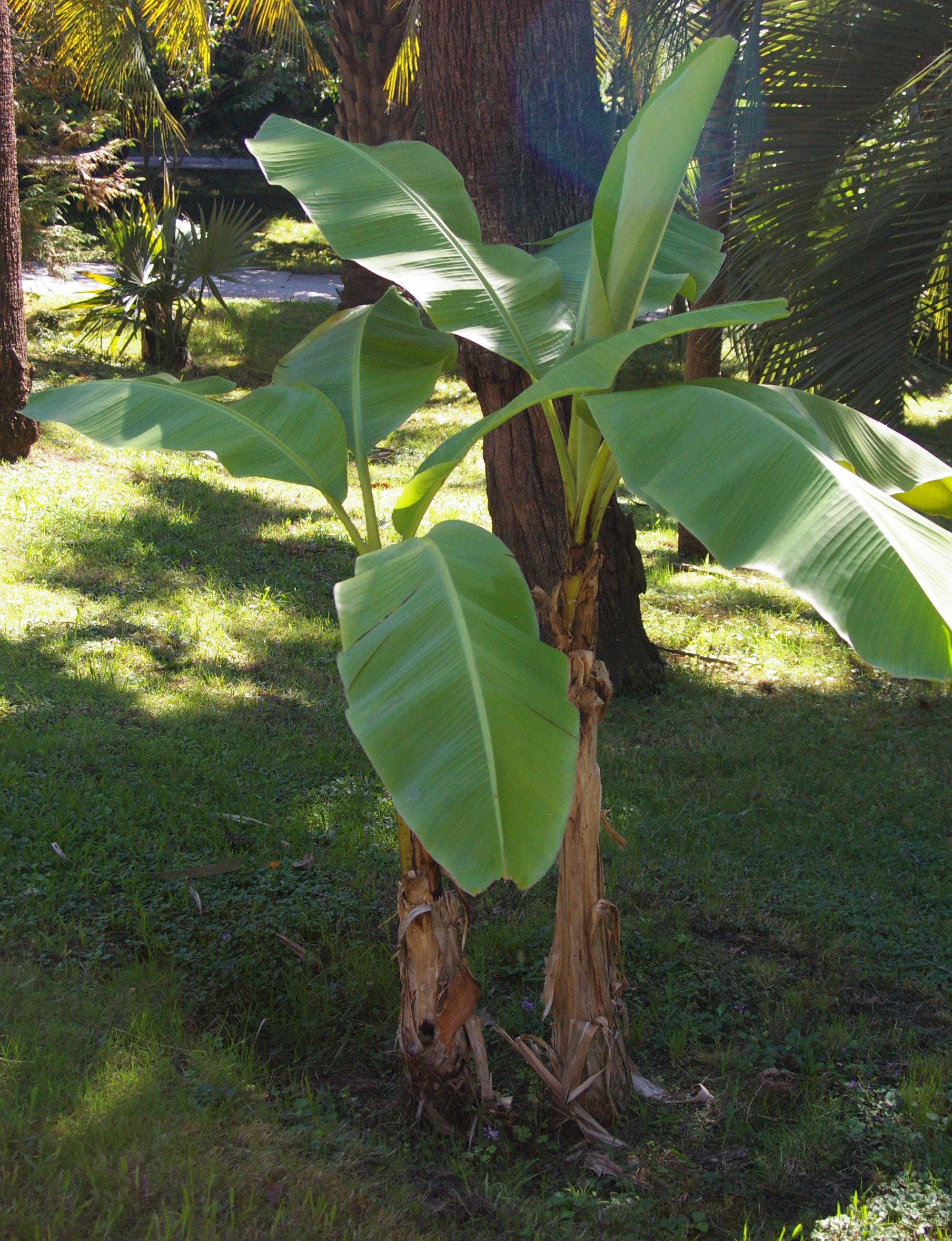